# Didymoplexis africana
Didymoplexis africana är en orkidéart som beskrevs av Victor Samuel Summerhayes. Didymoplexis africana ingår i släktet Didymoplexis och familjen orkidéer. Inga underarter finns listade i Catalogue of Life.